# Polygebromeerde difenylether
Een PBDE of polygebromeerde difenylether is een vlamvertrager, behorend tot de gebromeerde vlamvertragers. De PBDE's worden in een groot aantal huishoudelijke voorwerpen gebruikt, waaronder stoffen, meubels en elektronica. Er zijn drie belangrijke groepen PBDE's, die worden aangeduid met het aantal broom-atomen dat in de moleculen voorkomt: Penta, Octa en Deca, respectievelijk voor 5, 8 en 10 broom-atomen. Volgens Zweedse studies zijn verbindingen die aan PentaBDE gerelateerd kunnen worden, naast in moedermelk, teruggevonden in een groot aantal andere weefsels. Dit was reden voor de Zweedse overheid het gebruik van PentaBDE te verminderen. Vervolgstudies hebben inmiddels duidelijk gemaakt dat de concentraties van de verbindingen weer dalen.
Als een speciaal feit mag de ontdekking in 2005 van PBDE's in walvisspek genoemd worden. Het voorkomen op zich genomen is door de persistentie niet opvallend, wel dat in de PBDE's koolstof-14, het natuurlijke radioactieve isotoop van koolstof, voorkwam. Als de PBDE's vanuit menselijke bronnen in de walvissen terechtgekomen zouden zijn, was de bron een aardolie-verbinding. De koolstof hierin is al zo lang niet meer met de koolstofcyclus in aanraking geweest dat er geen koolstof-14 meer in voorkomt, alleen koolstof-12. Het onderzoek toont aan dat er een, nu nog onbekende, natuurlijke bron van PBDE's moet zijn. Het is echter onwaarschijnlijk dat deze bron in belangrijke mate verantwoordelijk is voor de concentraties PBDE's die in menselijk weefsel, huisstof en standaard voedingsmiddelen gemeten worden.

## Subgroepen

Chemische structuur van PBDEs

De groep van de PBDEs bestaat uit 209 verschillende verbindingen of congeneren (PBDE = C12H10-xBrxO (x ∈ [1,10]'; x = m + n)).
Er zijn twee subgroepen:
- Lagere gebromeerde PBDEs waarin 1 t/m 5 broomatomen voorkomen. Deze verbindingen worden als de gevaarlijkste beschouwd omdat de kleinere moleculen makkelijker door organismen worden opgenomen. Van deze groep is bekend dat ze de concentraties hormoon in de schildklier beïnvloeden. Er is een relatie aangetoond tussen risico's op erfelijke en neurologische effecten en de concentratie van deze verbindingen.[3]

- Hoger gebromeerde PBDEs, met meer dan 5 broomatomen werden vroeger als veilig beschouwd. Maar een Zweedse studie heeft een verband gelegd tussen de dikte van eierschalen van de slechtvalk en deze stoffen.[4]

## Gezondheidsaspecten
Sinds 1998 worden de verbindingen als verdacht beschouwd. In dat jaar werd een Zweedse studie gepubliceerd waarin de aanwezigheid van aan PentaPBBE gerelateerde verbindingen in moedermelk werd aangetoond.
In Canada zijn opmerkelijke concentraties van PBDE's aangetoond in bijvoorbeeld zalm, vlees, boter en kaas. In Canada is geen wettelijke bovengrens voor de concentratie PBDE in voedsel. Desondanks is er bij het grote publiek bezorgdheid in verband met de mogelijke milieu- en gezondheidseffecten.
In de Europese Unie is een uitgebreide evaluatie gehouden van penta-, octa- en decaBDE op basis van de Richtlijn 793/93/EEG betreffende de evaluatie van het risico van reeds bestaande chemicaliën. Het gevolg van deze studie is een in 2004 ingesteld verbod op het gebruik van PentaBDE en OctaBDE. Over DecaBDE besloot de evaluatie dat er geen redenen waren om bijkomende beperkende maatregelen te nemen, maar dat er wel nader onderzoek nodig was. Op basis hiervan nam de Europese Commissie in 2005 een beschikking aan, die het gebruik van decaBDE in elektrische en elektronische apparaten toelaat Hiertegen heeft het Europese parlement echter beroep aangetekend bij het Europees Hof van Justitie
In augustus 2010 is DecaBDE in de EU geregistreerd onder deREACH Verordening. DecaBDE wordt in Europa gebruikt in een breed scala aan toepassingen voor textiel en plastic, waaronder gestoffeerde meubels en transport.
Milieugroepen zijn van mening dat alle PBDE's verboden zouden moeten worden omdat ze niet noodzakelijk zijn en er vervangende stoffen beschikbaar zijn (Februari 2007). De elektronica-industrie aan de andere kant geeft aan dat in bijna alle nieuwe printplaten en condensatoren deze stoffen gebruikt worden, en dat ze dus niet zonder kan (Februari 2007).
Er is een groeiende hoeveelheid gegevens die aangeeft dat de verbindingen toxisch kunnen zijn voor de lever, de schildklier en de ontwikkeling van het zenuwstelsel.
Op 14 september 2010 presenteerde het Adviescomité inzake Gevaarlijke Stoffen (Advisory Committee on Hazardous Substances, ACHS) in het Verenigd Koninkrijk de conclusies van een onderzoek naar opkomende studies inzake DecaBDE. De conclusies van de ACHS zullen niet leiden tot een plotselinge verandering in de Europese regulering, waaronder indeling en etikettering van DecaBDE. Het ministerie voor milieu (DEFRA) in het Verenigd Koninkrijk en het Milieu Agentschap zullen nu de conclusies van de ACHS bestuderen in overleg met andere instellingen van de bevoegde autoriteiten voor REACH.
De fabrikanten van PBDE's stellen zich op het standpunt dat een chemische verbinding beoordeeld moet worden op zijn mogelijke invloed op menselijke gezondheid en het milieu (Februari 2007). Als er risico's zijn, dan moeten er regels komen, en als er geen risico's zijn, dan moet het gebruik vrij zijn (Februari 2007)). Allerlei commerciële producten zijn beoordeeld met als gevolg dat penta- en OctaBDE verboden zijn, maar ten aanzien van DecaBDE is geen bedreiging aangetoond, en deze verbinding moet dus gebruikt mogen worden (Februari 2007).
In april 2007 is door de Amerikaanse staat Washington een wet aangenomen die het gebruik van alle PBDE's verbiedt.